# Julio Salvador Sánchez y Tépoz
Julio Sánchez y Tépoz es egresado de la Escuela Libre de Derecho de Puebla, tiene una maestría en Desarrollo Económico por la Universidad Complutense de Madrid y cuenta con una Especialidad en Estrategia por la Universidad de Harvard. 
Además de tener diversos estudios especializados en materia sanitaria, comercio exterior, economía de la regulación, política de competencia, investigación de prácticas monopólicas, crecimiento y competitividad, inversión extranjera, argumentación jurídica, publicidad, inteligencia, entre otros.
A lo largo de su carrera se ha desempeñado en diversos cargos en distintas instituciones del Gobierno Federal de México, entre las que se encuentra la Procuraduría General de la República (PGR), en la que realizó funciones de análisis jurídico y de cooperación internacional para la procuraduría de justicia con Europa y América Latina. Asimismo, en la Comisión Federal de Competencia Económica, fungió como Director Jurídico de la Dirección General de Mercados Regulados y como director general Adjunto de Investigaciones de Prácticas Monopólicas. También, ocupó el puesto de director general de Procedimientos en la Procuraduría Federal del Consumidor (PROFECO) y ha colaborado en la Policía Federal, en la Coordinación de Análisis Internacional de la Unidad de Inteligencia de ese instituto.
Sus más recientes cargos se efectuaron en la Comisión Federal para la Protección contra Riesgos Sanitarios (COFEPRIS). Institución en la que se incorporó en marzo de 2011 como Coordinador de Asesores del Comisionado Federal, puesto que ocupó hasta julio de 2012 cuando fue elegido Comisionado de Fomento Sanitario y en marzo de 2016 fue nombrado Comisionado Federal de la COFEPRIS, posición que ocupó hasta noviembre del 2018.
Actualmente, es presidente fundador de la Asociación Latinoamericana de Profesionales de Asuntos Regulatorios, “ALó ProCiencias”, una organización académica internacional sin fines de lucro, enfocada en la promoción de las Buenas Prácticas Regulatorias y la Convergencia Regulatoria en América Latina. Adicionalmente, desde 2019 es catedrático de la especialidad de Derecho Sanitario en la Universidad Nacional Autónoma de México (UNAM) y miembro del Consejo Directivo de la United States Pharmacopeia (USP) para el periodo 2020-2025. La USP es una organización sin fines de lucro encargada de la Farmacopea de los Estados Unidos desde 1820 cuya finalidad es proteger y mejorar la salud de la población a nivel mundial mediante la creación de estándares de calidad en los servicios y productos del ámbito sanitario.